# Drácula (serie de televisión de 2020)
Drácula  es una miniserie británica drama y horror, desarrollada por Mark Gatiss y Steven Moffat, basada en la novela homónima del escritor Bram Stoker. La serie consta de tres episodios y fue emitida y lanzada en BBC One y Netflix. La serie es protagonizada por Claes Bang. La serie se estrenó el 1 de enero de 2020 y se emitió durante tres días consecutivos en BBC One, mientras que en la plataforma de Netflix estuvo disponible desde el 4 de enero.

## Premisa
La miniserie sigue al conde Drácula desde sus orígenes en Transilvania hasta su encuentro con los descendientes de Abraham Van Helsing. La descripción de Netflix dice: «La leyenda del Conde Drácula se transforma con nuevos cuentos que dan cuerpo a los sangrientos crímenes del vampiro y sacan a la luz su vulnerabilidad».
La historia, dividida en tres episodios, reinterpreta numerosos aspectos clásicos del personaje de Drácula, como sus fobias y sus motivaciones añadiendo nuevas historias y personajes alrededor de la historia original..

## Elenco y personajes
| - Claes Bang como el Conde Drácula - Dolly Wells como la Hermana Agatha Van Helsing / Dra. Zoe Van Helsing - John Heffernan como Jonathan Harker - Morfydd Clark como Mina Harker - Joanna Scanlan como la Madre Superiora - Lujza Richter como Elena - Jonathan Aris como el Capitán Sokolov - Sacha Dhawan como la Dra. Sharma - Nathan Stewart-Jarrett como Adisa - Clive Russell como Valentin - Catherine Schell como la Duquesa Valeria de Augsburgo | - Patrick Walshe McBride como Lord Ruthven - Youssef Kerkour como Olgaren - Natasha Radski como la Madre - Lydia West como Lucy Westenra - Matthew Beard como Jack Seward - Mark Gatiss como Frank Renfield - Chanel Cresswell como Kathleen - Lyndsey Marshal como Bloxham - Paul Brennen como el Comandante Irving - John McCrea como Zev - Sarah Niles como Meg - Phil Dunster como Quincey Morris |

## Episodios
| N.º | Título                   | Dirigido por   | Escrito por                 | Fecha de emisión original | Audiencia (millones) |
| --- | ------------------------ | -------------- | --------------------------- | ------------------------- | -------------------- |
| 1 | «The Rules of the Beast» | Jonny Campbell | Mark Gatiss & Steven Moffat | 1 de enero de 2020        | —                    |
| Drácula planea mudarse a Inglaterra y el abogado Jonathan Harker viaja al castillo de Drácula en Transilvania con el papeleo. Drácula se alimenta de él sin que Harker lo sepa, volviendo a Drácula joven, viril y más inglés mientras que Jonathan se debilita. Harker descubre otra persona retenida dentro de los muros del castillo y se horroriza al descubrir que es una de las esposas de Drácula, una prisionera no muerta encerrada en una caja para que se alimenten de ella. Drácula lleva al débil Harker a las murallas para ver el sol por última vez antes de su entierro, pero Harker se cae y escapa del castillo. Harker encuentra su camino hacia un convento y es interrogado por la Hermana Agatha Van Helsing. También está su prometida, Mina, disfrazada de monja. Se hace evidente que Harker es un no-muerto incurable y Harker intenta matarse con una estaca para escapar de su descomposición viviente. Drácula llega al convento pero ninguna de las monjas lo invita a entrar. Drácula descubre al todavía consciente Harker que lo invita a entrar, y Drácula entra en el convento para masacrar a todas las monjas excepto a Mina y a la Hermana Agatha, a las que avanza amenazadoramente. |                          |                |                             |                           |                      |
| 2 | «Blood Vessel»           | Damon Thomas   | Mark Gatiss & Steven Moffat | 2 de enero de 2020        | —                    |
| Drácula viaja hacia Inglaterra en un barco llamado Deméter con otros pasajeros y cincuenta cajas de su tierra natal. Drácula permanece sin saberlo bajo el alias de un patrocinador Balaur, y comienza a matar a los pasajeros y a la tripulación. Cada víctima fue cuidadosamente seleccionada ya que Drácula toma los rasgos y recuerdos que quiere de cada uno mientras se impregna de la sangre. Poco a poco se dan cuenta de que Drácula es el asesino, aunque acusa al misterioso pasajero «de la habitación nueve». El pasajero dentro del número nueve se revela como la hermana Agatha de la que Drácula se ha estado alimentando lentamente manteniéndola con vida. Los pasajeros y la tripulación intentan colgarla pero ella los convence de que Drácula es el asesino. Al acercarse a Whitby, algunos miembros de la tripulación escapan en un bote salvavidas mientras que Agatha, que se está muriendo, vuela el barco para evitar que Drácula llegue a la orilla. Drácula se hunde en su ataúd en el fondo del océano. |                          |                |                             |                           |                      |
| 3 | «The Dark Compass»       | Paul McGuigan  | Mark Gatiss & Steven Moffat | 3 de enero de 2020        | —                    |
| Drácula camina bajo el agua y sale a la superficie en la playa de Whitby. Lo conoce la Dra. Zoe Van Helsing, que se parece a la hermana Agatha, y le dice que estuvo inactivo durante 123 años. Es encarcelado por la Fundación Jonathan Harker para el estudio y toman una muestra de sangre. Sin embargo, se escapa usando el sistema legal. Zoe, como científica, bebe su muestra de sangre para entender lo que él quiso decir con ‹la sangre es vida› y se sincroniza con la memoria de la Hermana Agatha. Mientras tanto, Drácula encuentra una nueva novia, Lucy Westenra, a la que no le importa quién es ni le teme a la muerte. La Hermana Agatha está presente en la conciencia de Zoe y habla con ella para descubrir las limitaciones y temores de Drácula. Zoe y Drácula se reúnen en su morada y discuten esos miedos. Sale a la luz que Drácula le teme a la muerte y está condicionado a lo largo de los siglos a temer todo lo que representa esa verdad. Zoe, que se está muriendo de cáncer, toma su último aliento en la casa de Drácula. Drácula se suicida bebiendo la sangre de Zoe, ya que es venenosa para él. Los dos comparten una epifanía a la luz del sol.                                    |                          |                |                             |                           |                      |

## Producción

### Desarrollo
El desarrollo de la miniserie comenzó en junio de 2017, con Mark Gatiss y Steven Moffat escribiendo los episodios. En octubre de 2018, la serie fue oficialmente encargada por la BBC para emitirse en BBC One y Netflix. En noviembre de 2018, se anunció que el actor danés, Claes Bang, protagonizaría la miniserie como el Conde Drácula. Según los escritores, Drácula en esta versión es «el héroe de su propia historia», el foco central de la narración y el personaje principal, en lugar de un villano sombrío para que los héroes más tradicionales lo superen. Al igual que con Sherlock, en esta versión su objetivo era hacer de Drácula alguien fiel y sin fe al mismo tiempo, tomando detalles de la novela original, añadiendo «un montón de cosas nuevas» [que no estaban en la novela] e ignorando algunos pasajes de la misma.
Moffat hizo un comentario sobre la sexualidad de Drácula en la serie, ya que se insinúa que Drácula tiene relaciones sexuales con Jonathan Harker, el abogado enviado a su guarida en Transilvania, diciendo que no es correcto describir a Drácula como bisexual: «Es bi-homicida, que no es lo mismo». Los está matando, no saliendo con ellos». También añadió: «En realidad no está teniendo sexo con nadie. Está bebiendo su sangre».

### Casting
En febrero de 2019, se anunció que John Heffernan, Dolly Wells, Joanna Scanlan, Morfydd Clark y Lujza Richter se habían unido al elenco de la serie, también se anunció que Gatiss también aparecería en la miniserie. En abril de 2019, se anunció que Jonathan Aris, Sacha Dhawan, Nathan Stewart-Jarrett, Catherine Schell, Youssef Kerkour y Clive Russell se habían unido al elenco de la serie con Jonny Campbell, Damon Thomas y Paul McGuigan anunciados como directores.

### Rodaje
Moffat reveló que el rodaje de la serie había comenzado el 4 de marzo de 2019. El rodaje tuvo lugar en el Castillo de Orava, Banská Štiavnica y Zuberec en Eslovaquia y en Bray Studios en Berkshire. El rodaje se completó el 1 de agosto de 2019.

## Lanzamiento

### Distribución
Drácula se estrenó en BBC One el 1 de enero de 2020 y se emitió durante tres días consecutivos. Los tres episodios fueron lanzados en Netflix el 4 de enero de 2020. El documental In Search of Dracula (En busca de Drácula), con Mark Gatiss explorando el legado del famoso Conde, se emitió junto con la serie en BBC Two el 3 de enero.

### Marketing
El primer tráiler de avance de la serie fue lanzado el 27 de octubre de 2019. El tráiler oficial fue estrenado por la BBC el 13 de diciembre de 2019, mientras que Netflix mostró el segundo tráiler el mismo día. El segundo tráiler se estrenó el 3 de enero de 2020.

## Recepción
Drácula ha recibido elogios por parte de la crítica. En Rotten Tomatoes la serie tiene un índice de aprobación del 79%, basado en 19 reseñas, con una calificación promedio de 7.61/10. El consenso crítico del sitio dice, «Una deliciosa mezcla de horror y humor que equilibra más o menos la sensibilidad moderna y el querido legado del personaje, Drácula es un tiempo terriblemente divertido, si no siempre fiel». Sin embargo, la aprobación del público es inferior obteniendo solo un 54% de calificaciones positivas.  En Metacritic, tiene puntaje promedio ponderado de 90 sobre 100, basada en 4 reseñas, lo que indica «aclamación universal».